# Licques
Licques est une commune française située dans le département du Pas-de-Calais en région Hauts-de-France. Ses habitants sont appelés les Licquois. La commune est membre de la communauté de communes Pays d'Opale. 
La commune de Licques (nom officiel depuis 1801), drainée par la Hem ou Tiret, est située dans le nord du département du Pas-de-Calais, au centre d'un triangle entre Boulogne-sur-Mer, Calais et Saint-Omer. C’est une commune de type bourg rural selon l'Insee avec une population de 1 657 habitants au dernier recensement de 2022, elle connait un creux de population en 1946 avec 1 233 habitants. Licques est réputée pour la volaille de Licques.
La commune s'inscrit dans les « paysages des coteaux calaisiens et du pays de Licques » tels qu'ils sont définis dans l'atlas de paysages. Située dans le parc naturel régional des Caps et Marais d'Opale, le territoire communal est, pour partie, dans six ZNIEFF, dont la boutonnière de pays de Licques et dans un site Natura 2000.
Sur le territoire communal se trouve l'ancienne abbaye Notre-Dame de Licques qui fait l'objet d'un classement et d'une inscription au titre des monuments historiques.

## Géographie

### Localisation
Licques est un bourg niché au pied de la boutonnière du Boulonnais, au centre d'un triangle entre Boulogne-sur-Mer, Calais et Saint-Omer, dans la partie nord du cœur rural du parc naturel régional des Caps et Marais d'Opale. Le territoire de la commune s'étend sur les collines qui l'entourent, comprenant le hameau d'Écottes, d'où l'on aperçoit par temps clair les côtes de l'Angleterre.
Le territoire de la commune est limitrophe de ceux de neuf communes.
Les communes limitrophes sont Rodelinghem, Alembon, Bouquehault, Clerques, Herbinghen, Hocquinghen, Landrethun-lès-Ardres, Rebergues et Sanghen.

### Géologie et relief
La superficie de la commune est de 18,36 km2 ; son altitude varie de 52  à   176 m.
Une partie du territoire est marquée par des coteaux calcaires. Le calcaire est parfois affleurant (anciennes carrières), ou on le retrouve dans les sols calcaires, très clairs.

### Hydrographie
Le territoire de la commune est situé dans le bassin Artois-Picardie.
La commune est traversée par trois cours d'eau : 
- la Hem ou Tiret, un cours d'eau naturel non navigable de 27,92 km, qui prend sa source dans la commune d'Escœuilles et rejoint l'Aa dans la commune de Sainte-Marie-Kerque[3] ;
- la Licques, petit cours d'eau naturel de 5,81 km, qui prend sa source dans la commune de Sanghen et se jette dans la Hem ou Tiret, au niveau de la commune de Clerques[4] ;
- le Lincques, cours d'eau naturel de 1,37 km, qui prend sa source dans la commune d'Herbinghen et qui termine sa course dans la commune[5].

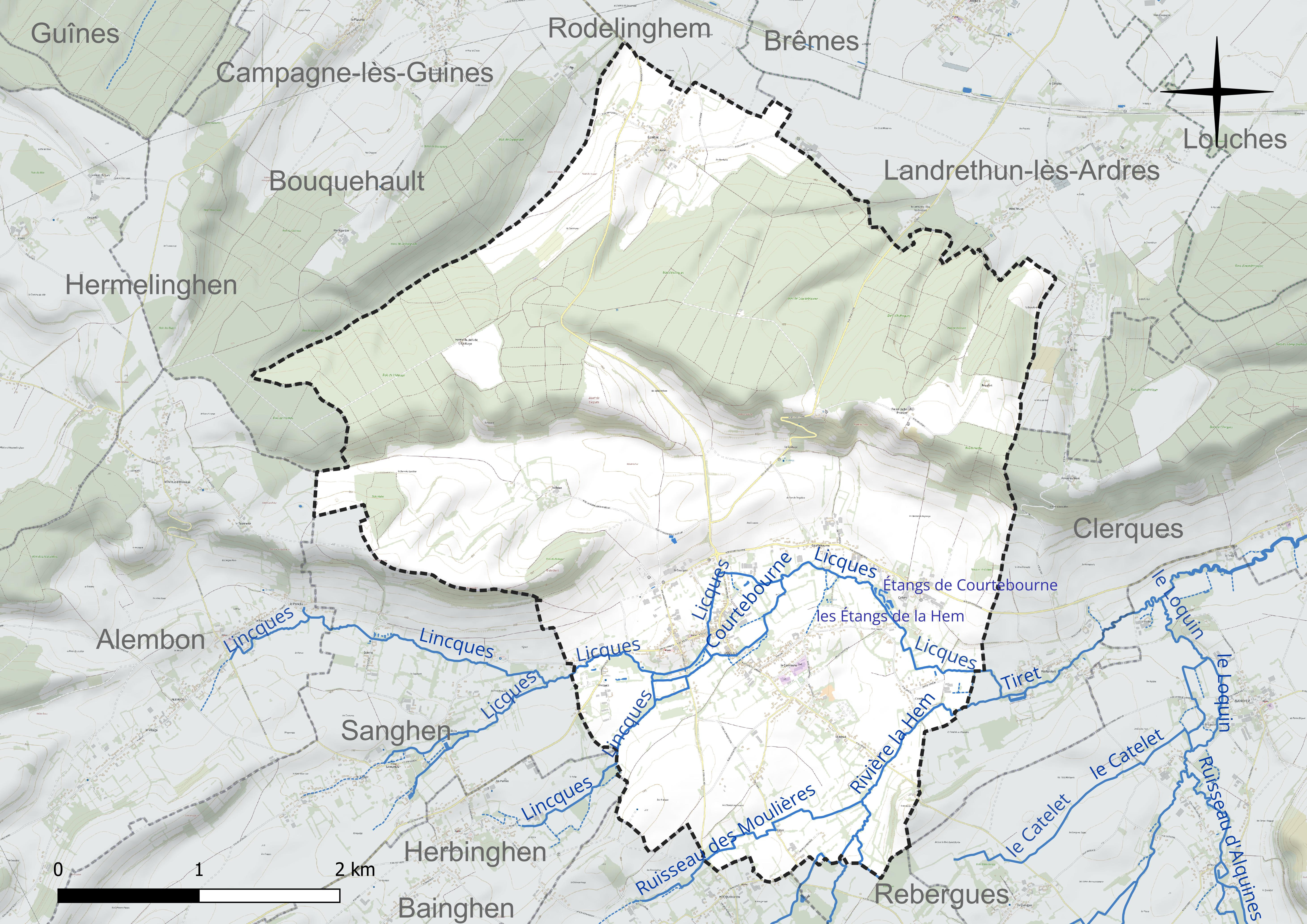
Réseau hydrographique de Licques.

### Climat
Pour des articles plus généraux, voir Climat des Hauts-de-France et Climat du Nord-Pas-de-Calais.
En 2010, le climat de la commune est de type climat océanique franc, selon une étude du CNRS s'appuyant sur une série de données couvrant la période 1971-2000. En 2020, Météo-France publie une typologie des climats de la France métropolitaine dans laquelle la commune est exposée à un climat océanique et est dans la région climatique Côtes de la Manche orientale, caractérisée par un faible ensoleillement (1 550 h/an) ; forte humidité de l’air (plus de 20 h/jour avec humidité relative > 80 % en hiver), vents forts fréquents.
Pour la période 1971-2000, la température annuelle moyenne est de 10,3 °C, avec une amplitude thermique annuelle de 13,2 °C. Le cumul annuel moyen de précipitations est de 956 mm, avec 13 jours de précipitations en janvier et 8,4 jours en juillet. Pour la période 1991-2020, la température moyenne annuelle observée sur la station météorologique installée sur la commune est de 10,5 °C et le cumul annuel moyen de précipitations est de 1 138,1 mm,. Pour l'avenir, les paramètres climatiques de la commune estimés pour 2050 selon différents scénarios d'émission de gaz à effet de serre sont consultables sur un site dédié publié par Météo-France en novembre 2022.
| Mois                                  | jan.            | fév.           | mars         | avril         | mai           | juin          | jui.           | août           | sep.          | oct.          | nov.            | déc.           | année     |
| ------------------------------------- | --------------- | -------------- | ------------ | ------------- | ------------- | ------------- | -------------- | -------------- | ------------- | ------------- | --------------- | -------------- | --------- |
| Température minimale moyenne (°C)     | 1,4             | 1,3            | 2,9          | 4,4           | 7,5           | 10,4          | 12,5           | 12,4           | 9,8           | 7,5           | 4,4             | 1,9            | 6,4       |
| Température moyenne (°C)              | 4,2             | 4,5            | 6,8          | 9,4           | 12,5          | 15,3          | 17,5           | 17,5           | 14,7          | 11,4          | 7,5             | 4,7            | 10,5      |
| Température maximale moyenne (°C)     | 7               | 7,8            | 10,8         | 14,4          | 17,5          | 20,2          | 22,4           | 22,6           | 19,5          | 15,2          | 10,5            | 7,4            | 14,6      |
| Record de froid (°C) date du record   | −22 08.01.1985  | −14,5 11.02.12 | −12 04.03.05 | −5,5 13.04.21 | −2,8 01.05.21 | 0 01.06.1975  | 2,5 01.07.1984 | 0,4 25.08.1980 | 0 30.09.18    | −6 29.10.1997 | −8,5 24.11.1998 | −13 07.12.1969 | −22 1985  |
| Record de chaleur (°C) date du record | 14,5 09.01.1998 | 19,5 26.02.19  | 25 31.03.21  | 28,5 19.04.18 | 32,2 27.05.05 | 35,3 21.06.17 | 40,9 25.07.19  | 37,5 07.08.20  | 32,7 13.09.16 | 29,5 01.10.11 | 20,2 19.11.1969 | 15,5 19.12.15  | 40,9 2019 |
| Précipitations (mm)                   | 104,4           | 85,2           | 71,6         | 61,1          | 71,3          | 69,5          | 72,5           | 93             | 93,5          | 126,7         | 143,4           | 145,9          | 1 138,1   |

### Paysages
Pour un article plus général, voir Paysage en France.
La commune s'inscrit dans les « paysages des coteaux calaisiens et du pays de Licques » tels qu'ils sont définis dans l'atlas de paysages de la région Nord-Pas-de-Calais, conçu par la direction régionale de l'Environnement, de l'Aménagement et du Logement (DREAL),.
Ces « paysages des coteaux calaisiens et du pays de Licques » concernent 56 communes du Pas-de-Calais. Ces paysages s'étendent sur environ 30 km de long (est-ouest) et 15 km de large (nord-sud) et présentent deux sous-ensembles : les coteaux calaisiens au nord et le pays de Licques au sud. Les altitudes de ces paysages varient de 206 m dans le Pays de Licques, à 120 m dans l’ouest des coteaux Calaisiens, près de Guînes, et à 10 m dans l'est, près d'Audruicq.
Ces paysages recouvrent trois entités écopaysagères : les collines guînoises qui constituent le rebord septentrional de l'Artois, l'entité de Bredenarde qui appartient à la plaine maritime flamande, et la cuvette de Licques. Ils sont constitués de 59,70 % de cultures, de 17,30 % de forêts, de 15,11 % de prairies naturelles, permanentes, de 7,45 % d'espaces artificialisés, avec les quatre principales communes que sont Audruicq, Ardres, Guînes et Licques, de 0,27 % d'industries, et de 0,18 % de cours d'eau et plan d'eau.
Les éléments structurants de ces paysages sont la LGV Nord et l'A26, la rivière la Hem qui coule du sud vers le nord-est, les escarpements sur les coteaux du Calaisis et autour du pays de Licques et, d'ouest en est, les différents boisements comme la forêt de Guînes, le bois de l'Abbaye, la forêt de Tournehem et une partie de la forêt d'Éperlecques.

### Milieux naturels et biodiversité

#### Espace protégé
La protection réglementaire est le mode d’intervention le plus fort pour préserver des espaces naturels remarquables et leur biodiversité associée.
Dans ce cadre, la commune fait partie d'un espace protégé : le parc naturel régional des Caps et Marais d'Opale, d’une superficie de 132 499 ha réparties sur 154 communes, géré par le syndicat mixte d'aménagement et de gestion du parc naturel régional des Caps et Marais d'Opale.

#### Zones naturelles d'intérêt écologique, faunistique et floristique
L’inventaire des zones naturelles d'intérêt écologique, faunistique et floristique (ZNIEFF) a pour objectif de réaliser une couverture des zones les plus intéressantes sur le plan écologique, essentiellement dans la perspective d’améliorer la connaissance du patrimoine naturel national et de fournir aux différents décideurs un outil d’aide à la prise en compte de l’environnement dans l’aménagement du territoire.
Le territoire communal comprend quatre ZNIEFF de type 1 : 
- la couronne boisée au nord de Licques. Cette ZNIEFF boisée marque la partie nord de la cuesta du pays de Licques, dernier contrefort des collines crayeuses de l’Artois avant la plaine maritime flamande[15] ;
- le mont Gasart. « Le coteau du Mont Gasart s’étend en lisière du bois du Camp Bréhout et du bois de Clerques. Ce versant en exposition sud-sud-est, légèrement festonné, domine la vallée de la Hem, petite rivière sinueuse s’écoulant au milieu de prairies bocagères pâturées. »[16] ;
- la haute vallée de la Hem entre Audenfort et Nordausques, d’une superficie de 446 ha et d'une altitude variant de 6  à   35 mètres[17] :
- le mont d'Eclémy, d’une superficie de 74 ha et d'une altitude variant de 113  à   179 mètres. Ce site, qui marque la deuxième côte de la boutonnière du Pays de Licques, est formé d’un coteau crayeux pentu[18] ;
- le mont de Brême et mont de Cahen, d’une superficie de 49 ha et d'une altitude variant de 70  à   170 mètres. Ce site crayeux plus ou moins festonné correspond à la partie nord de la cuesta du Pays de Licques[19].

et une ZNIEFF de type 2 : la boutonnière de pays de Licques. Cette ZNIEFF, de 17 830 ha, s'étend sur 43 communes.

Carte des ZNIEFF de type 1 et 2 sur la commune
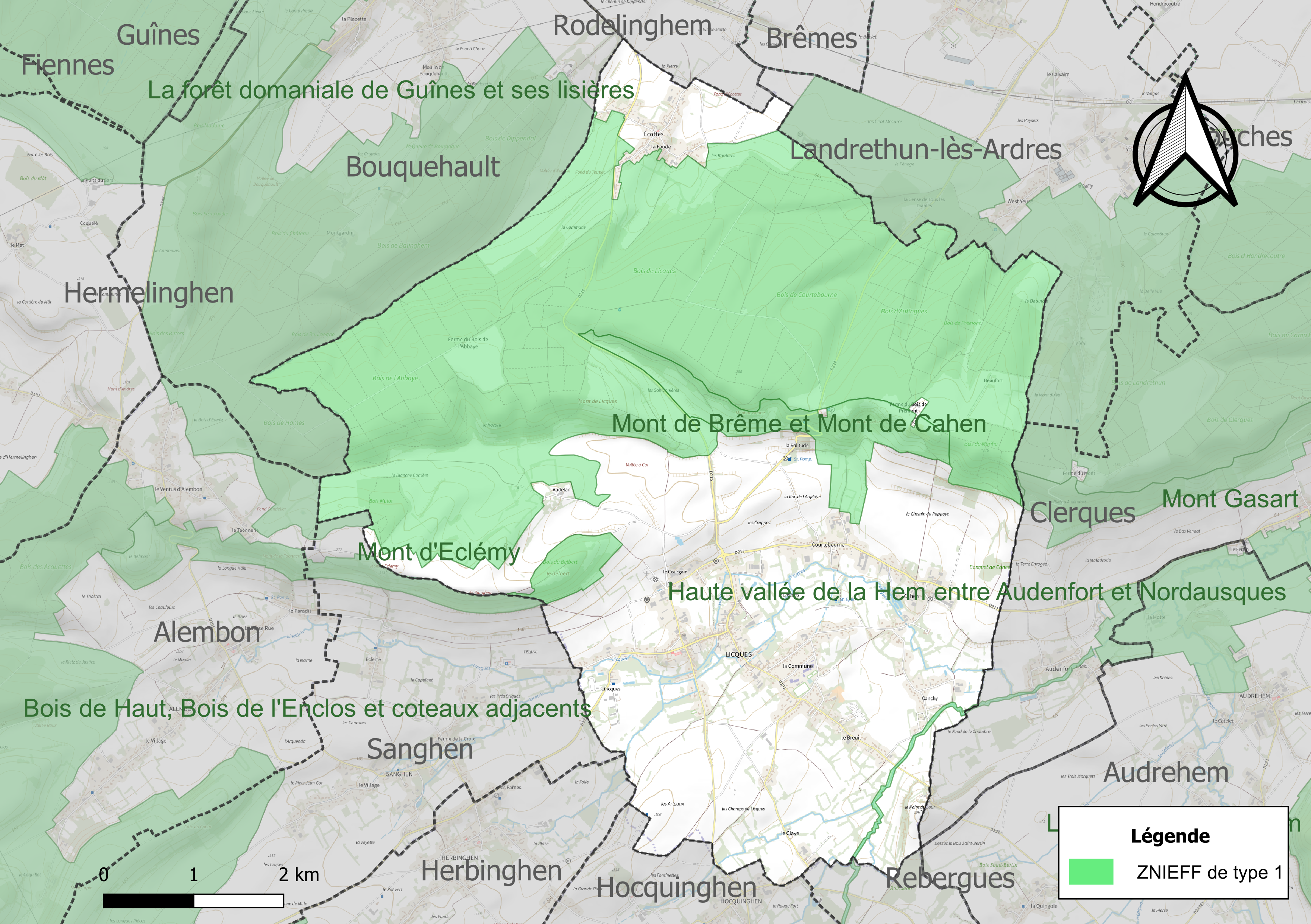
Carte des ZNIEFF de type 1 sur la commune.
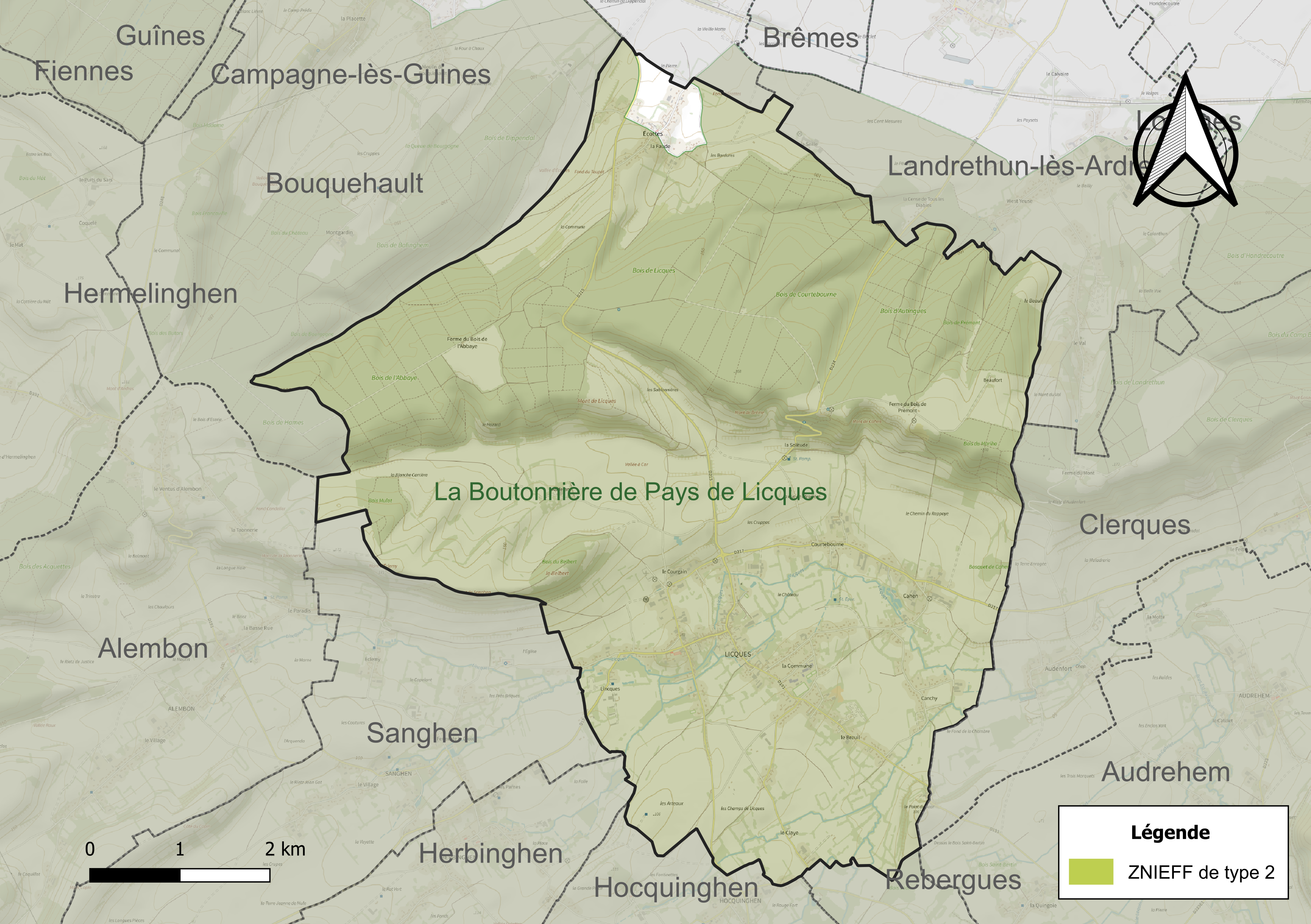
Carte de la ZNIEFF de type 2 sur la commune.

#### Site Natura 2000
Le réseau Natura 2000 est un réseau écologique européen de sites naturels d’intérêt écologique élaboré à partir des directives « habitats » et « oiseaux ». Ce réseau est constitué de zones spéciales de conservation (ZSC) et de zones de protection spéciale (ZPS). Dans les zones de ce réseau, les États membres s'engagent à maintenir dans un état de conservation favorable les types d'habitats et d'espèces concernés, par le biais de mesures réglementaires, administratives ou contractuelles.
Sur la commune, un site Natura 2000 de type B est défini en site d'importance communautaire (SIC) : les pelouses et bois neutrocalcicoles des cuestas du Boulonnais et du Pays de Licques et la forêt de Guînes.

#### Espèces faunistiques et floristiques
L’Inventaire national du patrimoine naturel (INPN) recense plusieurs espèces faunistiques et floristiques sur le territoire de la commune dont certaines sont protégées et d’autres menacées et quasi-menacées.
De nombreux oiseaux sont inventoriés sur ce secteur riche en patrimoine naturel, et pour partie classé dans Natura 2000 (communal de Vigneau) : merle noir, pouillot véloce et pouillot fitis, troglodyte mignon, pinson des arbres, faisan, fauvette à tête noire, fauvette des jardins, rouge-gorge, busard des roseaux, hirondelle rustique, linotte huppée, vanneau huppé, tourterelle des bois, une partie des bois est composée de l'association entre des hêtres et des jacinthes des bois (association d'essences classée). Des orchidées poussent également, telle que l'orchidée pourpre.

## Urbanisme

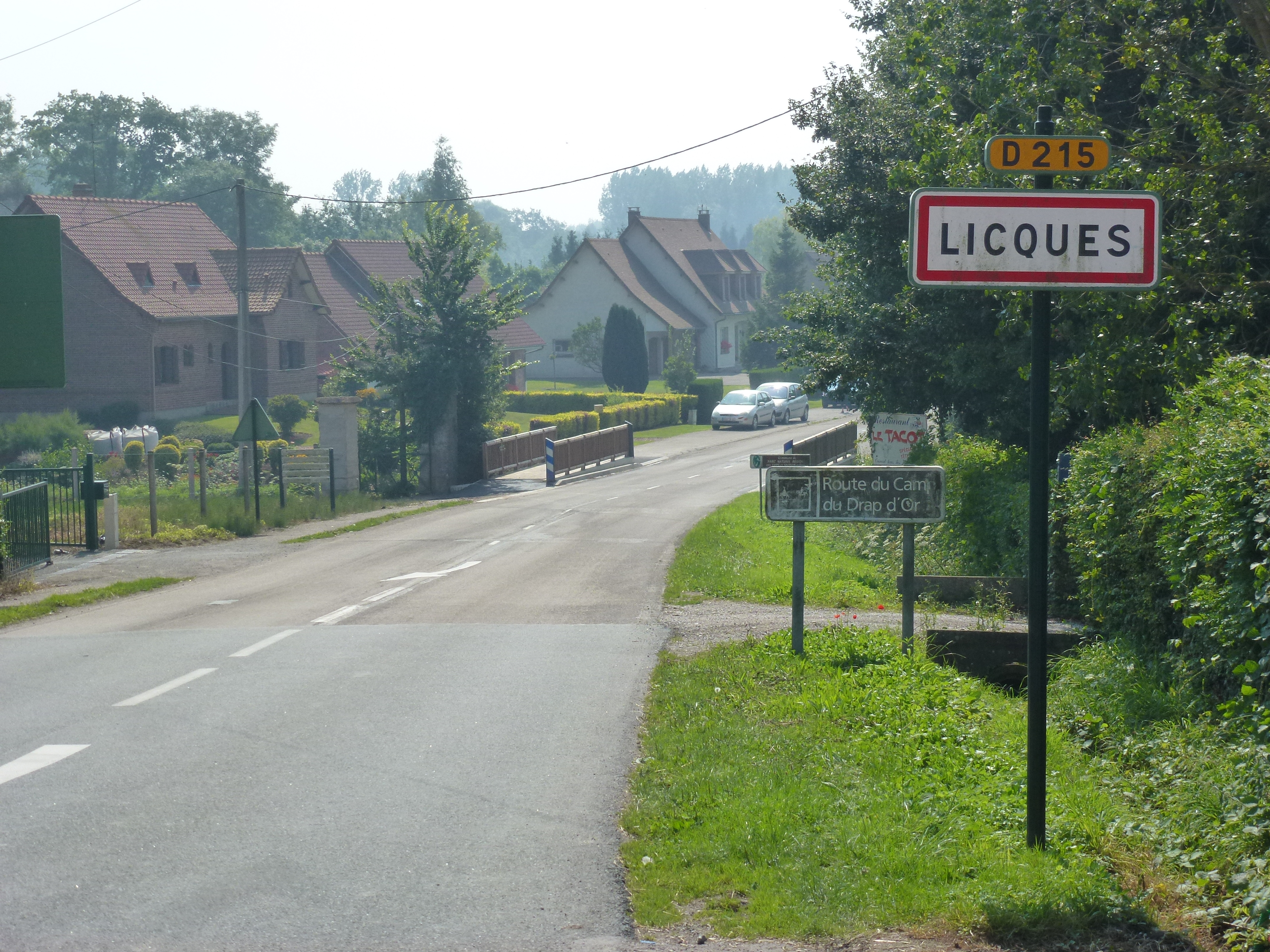
Une entrée de la commune.

### Typologie
Au 1er janvier 2024, Licques est catégorisée bourg rural, selon la nouvelle grille communale de densité à sept niveaux définie par l'Insee en 2022.
Elle est située hors unité urbaine. Par ailleurs la commune fait partie de l'aire d'attraction de Calais, dont elle est une commune de la couronne,. Cette aire, qui regroupe 45 communes, est catégorisée dans les aires de 50 000 à moins de 200 000 habitants,.

### Occupation des sols
L'occupation des sols de la commune, telle qu'elle ressort de la base de données européenne d’occupation biophysique des sols Corine Land Cover (CLC), est marquée par l'importance des territoires agricoles (63,2 % en 2018), une proportion sensiblement équivalente à celle de 1990 (64 %). La répartition détaillée en 2018 est la suivante : 
terres arables (45,8 %), forêts (33 %), zones agricoles hétérogènes (9,3 %), prairies (8 %), zones urbanisées (3,8 %). L'évolution de l’occupation des sols de la commune et de ses infrastructures peut être observée sur les différentes représentations cartographiques du territoire : la carte de Cassini (XVIIIe siècle), la carte d'état-major (1820-1866) et les cartes ou photos aériennes de l'IGN pour la période actuelle (1950 à aujourd'hui).

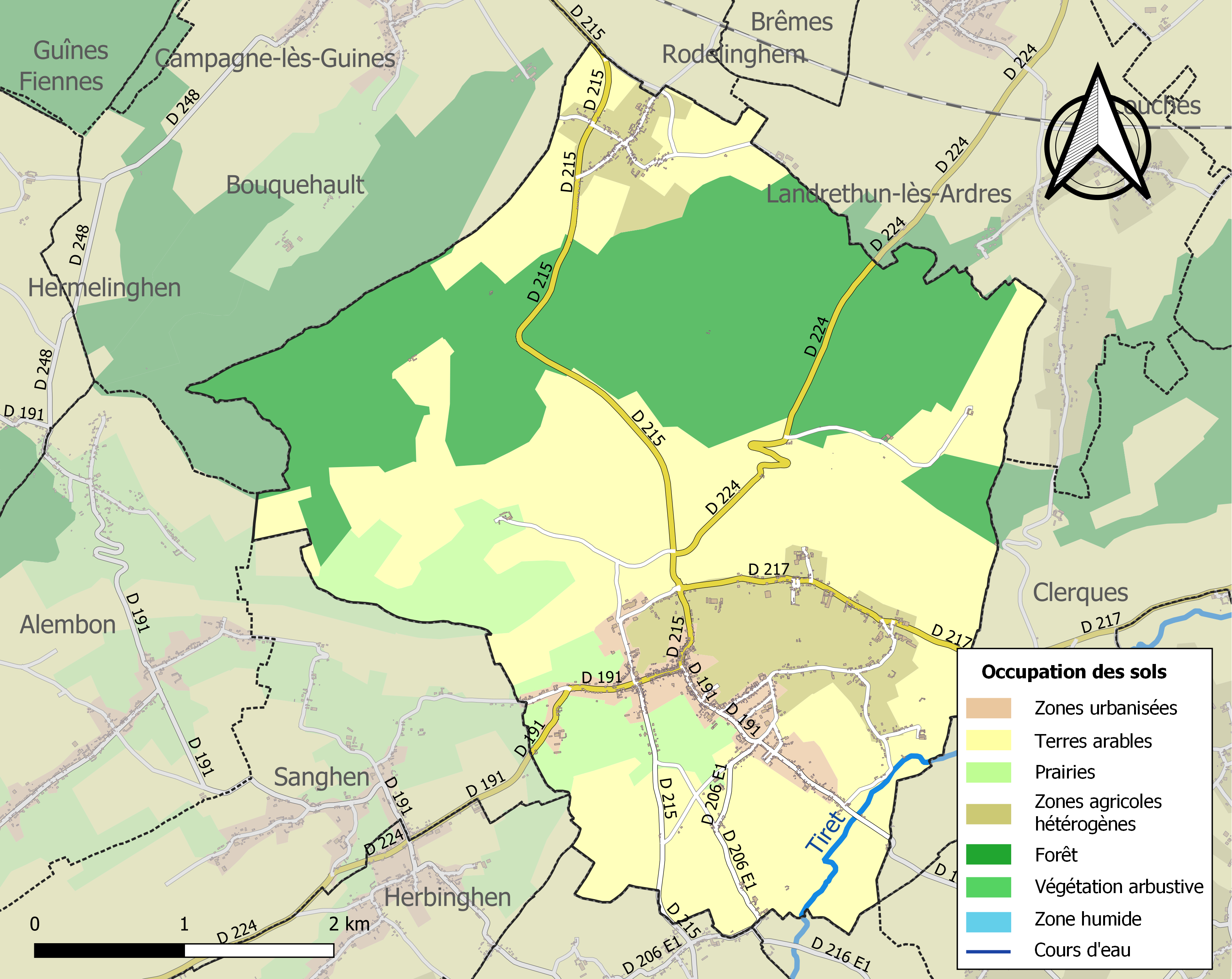
Carte des infrastructures et de l'occupation des sols de la commune en 2018 (CLC).

### Voies de communication et transports

#### Transport ferroviaire
La commune était située sur la ligne de chemin de fer Boulogne - Bonningues, une ancienne ligne de chemin de fer qui reliait, dans le département du Pas de Calais, de 1909 et 1935, Boulogne-sur-Mer à Bonningues-lès-Ardres.

### Risques naturels et technologiques

#### Risque inondation
À la suite du passage des tempêtes Ciarán, Domingos et Elisa et des inondations et coulées de boue qui se sont produites, la commune est reconnue, par arrêté du 14 novembre 2023, en état de catastrophe naturelle pour inondations et coulées de boue sur la période du 2 au 12 novembre 2023, comme 179 autres communes du département.

## Toponymie
Le nom de la localité est attesté sous les formes Liscae (1066), Liska (1072), Lisces (1084), Liskes (1119), Liskae (v. 1119), Liches (XIIe siècle), Lischae (1141), Liskia (1144), Lisches (1145), Leisceae (1159), Lischa (1185), Liskezs (1222), Licques (1312), Lisques (1357), Liisques (1427), Lisquez (1435) ; Licques en 1793 et depuis 1801.
Le nom viendrait de l'anthroponyme germanique Liscus.
Il s'écrit Liske en flamand.

## Histoire
Licques était située sur la voie romaine reliant Boulogne-sur-Mer à Cassel, via Le Wast, Alembon, Licques, Clerques, Tournehem-sur-la Hem, Watten.
Licques était à l'origine une baronnie du puissant comté de Guînes existant dès le Xe siècle. De même, le seigneur de Courtebourne, faisant actuellement partie de la commune de Licques comptait également parmi les grands vassaux du comté. Plus tard, au XVIIIe siècle, le seigneur de Courtebourne portait le titre de marquis.
L'histoire de Licques fut  marquée par l'histoire des  seigneurs de Licques, puissante maison qui possédait un château dont seules subsistent les ruines du donjon. En 1586 ils achetèrent le château l'Arbousset, à Espaly dans le Velay, qui fut entièrement rasé par les huguenots en 1591. La branche directe de cette famille s'arrête au XVIIIe siècle.
En 1127, Baudouin de Licques est un des barons du comte de Guînes Manassès Ier de Guînes, présent lorsque Manassès établit une charte en faveur de l'abbaye Saint-Bertin de Saint-Omer. Le dit Baudouin est encore témoin en 1136, avec ses frères Robert et Arnould, d'une charte établie par Eustache de Bavelinhem (Balinghem) en faveur de l'abbaye Saint-Médard d'Andres. En 1145-1150, Eustache de Licques est témoin, avec d'autres seigneurs, d'une charte d'Arnould Ier de Guînes, en faveur de nouveau de l'abbaye de Saint-Bertin et d'une autre en faveur de l'abbaye de Clairmarais. Vers 1170, Eustache est témoin de la ratification faite par Baudouin II de Guînes, fils d'Arnould Ier, en présence de tous les barons du comté, du don fait par Clément d'Autingehem, (Autingues), pair des seigneurs d'Ardres, à l'abbaye Saint-Médard d'Andres, d'un tiers de la dîme de Suaueque (Zouafques), tenue en fief d'Arnould d'Ardres.
En 1273, Enguerrand de Licques est un des treize barons du comté de Guînes. À la même date, la seigneurie de Courtebourne, a priori, implantée sur la commune de Licques est une des douze pairies du comté.
Messire Philippe de Recourt, chevalier, baron de Licques, membre de l'Ordre de Saint-André, est gouverneur du château de la Motte-aux-Bois en 1587. Il est un des signataires du Compromis des Nobles en 1566. Ce texte signé par des catholiques et des protestants demandait au roi d'Espagne une tolérance religieuse dans les Pays-Bas espagnols.
Le 31 juillet 1630, la terre et seigneurie de Wissekercke (Wissekerke?), située dans le comté de Flandre, est érigée en baronnie avec haute justice (justice seigneuriale) en faveur de Philippe de Licques, seigneur de Wissekercke, qui a servi pendant plus de quarante ans comme capitaine d'infanterie de chevaux, lances, colonel d'infanterie wallonne, capitaine du château de Rupelmonde et d'une compagnie libre de 300 têtes, a été grand bailli du pays de Waes, comme a fait son père Philippe, baron de Licques pendant 46 ans.
L'abbaye de Licques, fondée au XIIe siècle, fut aux mains des prémontrés jusqu'à la Révolution.
Licques est historiquement la capitale de la volaille au nord de Paris, ce produit faisant la renommée du bourg depuis plusieurs siècles.

## Politique et administration

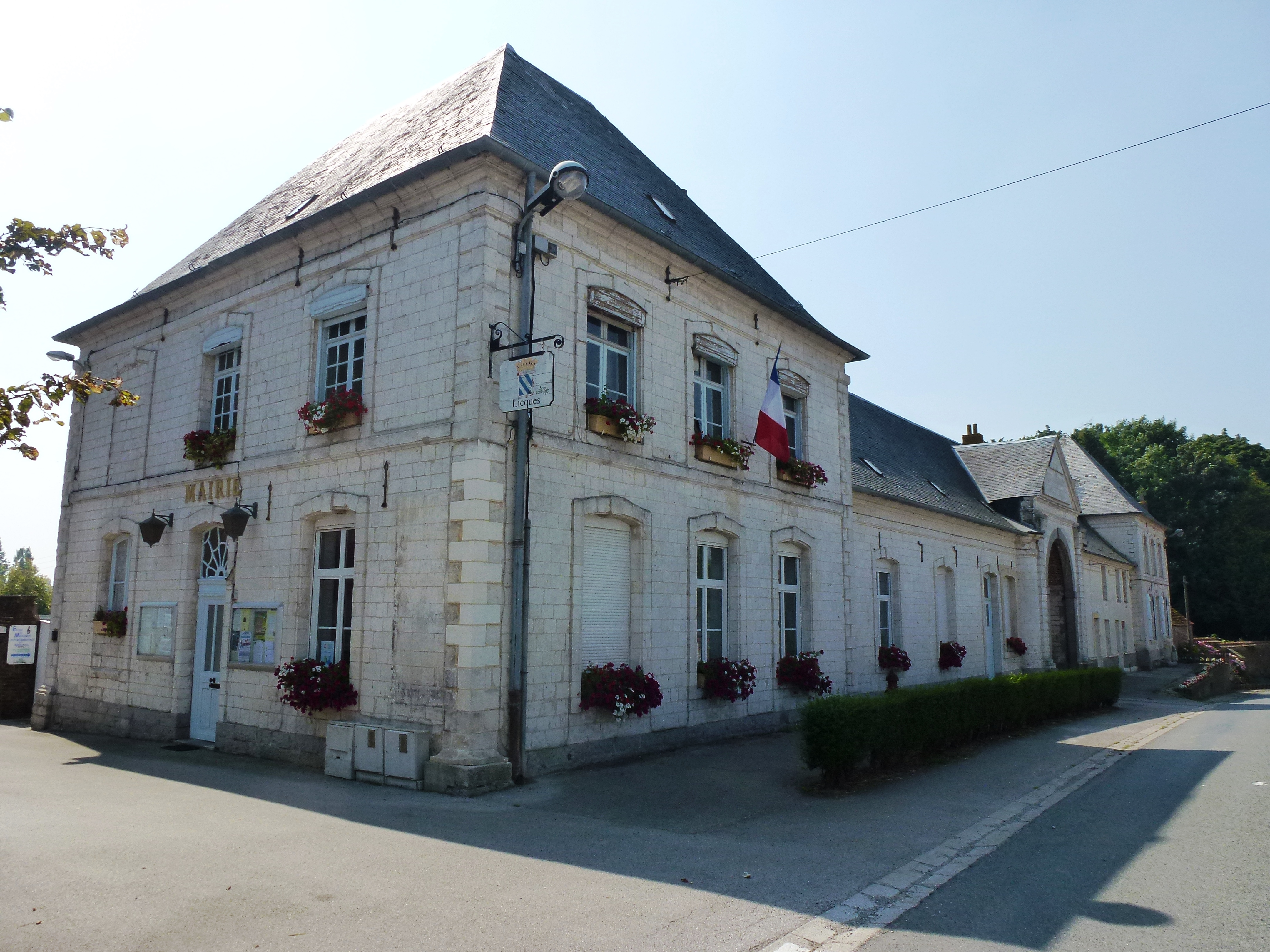
La mairie, vestige de l'abbaye.

### Découpage territorial
La commune se trouve dans l'arrondissement de Calais du département du Pas-de-Calais.

#### Commune et intercommunalités
La commune est membre de la communauté de communes Pays d'Opale qui regroupe 23 communes et compte 25 186 habitants en 2021.

#### Circonscriptions administratives
La commune est rattachée au canton de Calais-2.

#### Circonscriptions électorales
Pour l'élection des députés, la commune fait partie de la sixième circonscription du Pas-de-Calais.

### Élections municipales et communautaires

#### Liste des maires
| Période                                  | Période                    | Identité            | Étiquette | Qualité                                             |
| ---------------------------------------- | -------------------------- | ------------------- | --------- | --------------------------------------------------- |
| Les données manquantes sont à compléter. |                            |                     |           |                                                     |
| 1959                                     | 1971                       | Henri Collette      | UNR       | Député (1958-1973)                                  |
| 1971                                     | 1984                       | Christiane Collette | UNR       |                                                     |
| 1984                                     | 1995                       | Henri Collette      | RPR       | Sénateur (1981-1992)                                |
| 1999                                     | 2008                       | Jacques Lefebvre    | UMP       | Mort en fonction                                    |
| 2006                                     | 2008                       | Brigitte Havart     | DVD       |                                                     |
| mars 2008                                | 2014                       | Aliette Polaert     |           |                                                     |
| 2014                                     | En cours (au 25 mars 2020) | Brigitte Havart     | DVD       | Ancienne employée, Réélue pour le mandat 2020-2026, |

## Équipements et services publics

### Justice, sécurité, secours et défense
La commune dépend du tribunal de proximité de Calais, du conseil de prud'hommes de Calais, du tribunal judiciaire de Boulogne-sur-Mer, de la cour d'appel de Douai, du tribunal de commerce de Boulogne-sur-Mer, du tribunal administratif de Lille, de la cour administrative d'appel de Douai, du pôle nationalité du tribunal judiciaire de Boulogne-sur-Mer et du tribunal pour enfants de Boulogne-sur-Mer.

## Population et société

### Démographie
Les habitants sont appelés les Licquois.

#### Évolution démographique
L'évolution du nombre d'habitants est connue à travers les recensements de la population effectués dans la commune depuis 1793. Pour les communes de moins de 10 000 habitants, une enquête de recensement portant sur toute la population est réalisée tous les cinq ans, les populations de référence des années intermédiaires étant quant à elles estimées par interpolation ou extrapolation. Pour la commune, le premier recensement exhaustif entrant dans le cadre du nouveau dispositif a été réalisé en 2008.

En 2022, la commune comptait 1 657 habitants, en évolution de +1,59 % par rapport à 2016 (Pas-de-Calais : −0,72 %, France hors Mayotte : +2,11 %).
| 1793  | 1800  | 1806  | 1821  | 1831  | 1836  | 1841  | 1846  | 1851  |
| ----- | ----- | ----- | ----- | ----- | ----- | ----- | ----- | ----- |
| 1 310 | 1 292 | 1 361 | 1 518 | 1 581 | 1 630 | 1 576 | 1 705 | 1 697 |

| 1856  | 1861  | 1866  | 1872  | 1876  | 1881  | 1886  | 1891  | 1896  |
| ----- | ----- | ----- | ----- | ----- | ----- | ----- | ----- | ----- |
| 1 584 | 1 462 | 1 464 | 1 420 | 1 470 | 1 467 | 1 386 | 1 428 | 1 427 |

| 1901  | 1906  | 1911  | 1921  | 1926  | 1931  | 1936  | 1946  | 1954  |
| ----- | ----- | ----- | ----- | ----- | ----- | ----- | ----- | ----- |
| 1 414 | 1 452 | 1 385 | 1 311 | 1 233 | 1 244 | 1 274 | 1 233 | 1 194 |

| 1962  | 1968  | 1975  | 1982  | 1990  | 1999  | 2006  | 2008  | 2013  |
| ----- | ----- | ----- | ----- | ----- | ----- | ----- | ----- | ----- |
| 1 296 | 1 307 | 1 389 | 1 387 | 1 351 | 1 440 | 1 510 | 1 529 | 1 597 |

| 2018  | 2022  | - | - | - | - | - | - | - |
| ----- | ----- | - | - | - | - | - | - | - |
| 1 631 | 1 657 | - | - | - | - | - | - | - |

#### Pyramide des âges
En 2018, le taux de personnes d'un âge inférieur à 30 ans s'élève à 36,7 %, ce qui est égal à la moyenne départementale (36,7 %). À l'inverse, le taux de personnes d'âge supérieur à 60 ans est de 23,3 % la même année, alors qu'il est de 24,9 % au niveau départemental.
En 2018, la commune comptait 796 hommes pour 835 femmes, soit un taux de 51,20 % de femmes, légèrement inférieur au taux départemental (51,50 %).
Les pyramides des âges de la commune et du département s'établissent comme suit.
| Hommes | Classe d’âge | Femmes |
| ------ | ------------ | ------ |
| 0,0    | 90 ou +      | 1,0    |
| 5,9    | 75-89 ans    | 8,6    |
| 14,8   | 60-74 ans    | 16,0   |
| 22,2   | 45-59 ans    | 18,4   |
| 18,5   | 30-44 ans    | 21,0   |
| 16,7   | 15-29 ans    | 15,2   |
| 21,9   | 0-14 ans     | 19,8   |

| Hommes | Classe d’âge | Femmes |
| ------ | ------------ | ------ |
| 0,5    | 90 ou +      | 1,6    |
| 5,6    | 75-89 ans    | 8,9    |
| 16,7   | 60-74 ans    | 18,1   |
| 20,2   | 45-59 ans    | 19,2   |
| 18,9   | 30-44 ans    | 18,1   |
| 18,2   | 15-29 ans    | 16,2   |
| 19,9   | 0-14 ans     | 17,9   |

### Manifestations culturelles et festivités

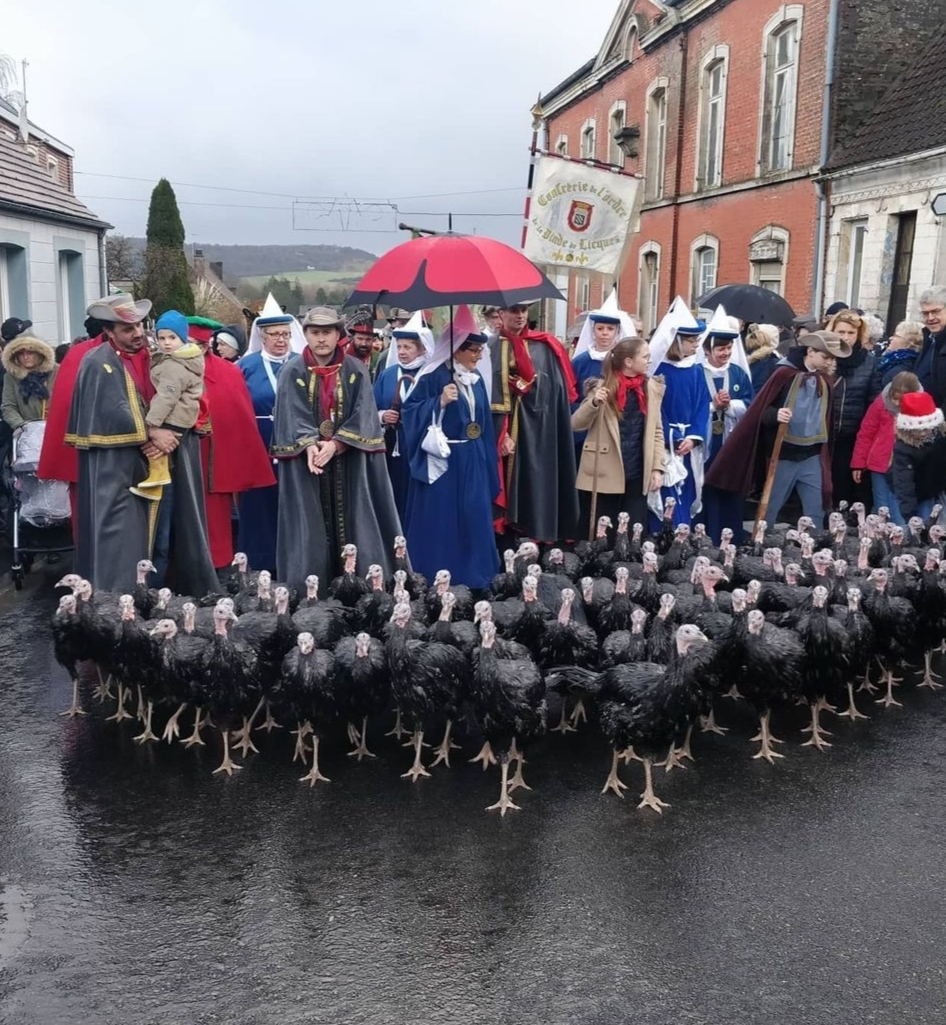
La fête de la dinde en 2022.

Depuis les années 1990, dans la commune, se déroule chaque année en décembre, sur un week-end, la « Fête de la dinde ». En 2022, retour de la manifestation après deux années d'absence liées à la pandémie de Covid-19. Vingt confréries gastronomiques de toute la France et une belge participent à un défilé, en tenue traditionnelle, ouvert par le défilé de dindes. Des animations sont prévues durant les deux jours.

## Économie
Le cœur de bourg a su préserver un commerce local (supérette, banque, pharmacie) et une brasserie.
Un gîte, avec une chambre accessible aux personnes à mobilité réduite, et une chambre d'hôte sont implantés sur la commune. Ce gîte, nommé le Point du jour, a été réalisé en autoconstruction. Un estaminet randonnée et un camping de 72 emplacements complètent l'offre touristique.

### Entreprises et commerces

#### Agriculture
La commune est dans le « Boulonnais », une petite région agricole dans le département du Pas-de-Calais. En 2020, l'orientation technico-économique de l'agriculture  sur la commune est la polyculture et/ou le polyélevage. 
|               | 1988  | 2000  | 2010  | 2020 |
| ------------- | ----- | ----- | ----- | ---- |
| Exploitations | 51    | 37    | 31    | 27   |
| SAU (ha)      | 1 155 | 1 059 | 1 248 | 967  |

Le nombre d'exploitations agricoles en activité et ayant leur siège dans la commune est passé de 51 lors du recensement agricole de 1988 à 37 en 2000 puis à 31 en 2010 et enfin à 27 en 2020, soit une baisse de 47 % en 32 ans. Le même mouvement est observé à l'échelle du département qui a perdu pendant cette période 65 % de ses exploitations (passant de 16 556 à 5 736),. La surface agricole utilisée sur la commune a également diminué, passant de 1 155 ha en 1988 à 967 ha en 2020 (soit - 16,28 %). Parallèlement la surface agricole utilisée moyenne par exploitation a augmenté, passant de 23 à 36 ha,.
L'agriculture est un secteur important pour la commune. La volaille de Licques, label rouge, est une viande réputée (poulets, dindes). Plusieurs volaillers sont implantés sur la commune, mais également des vergers. Des exploitants de vaches sont également présents.

## Culture locale et patrimoine

### Lieux et monuments

#### Monument historique

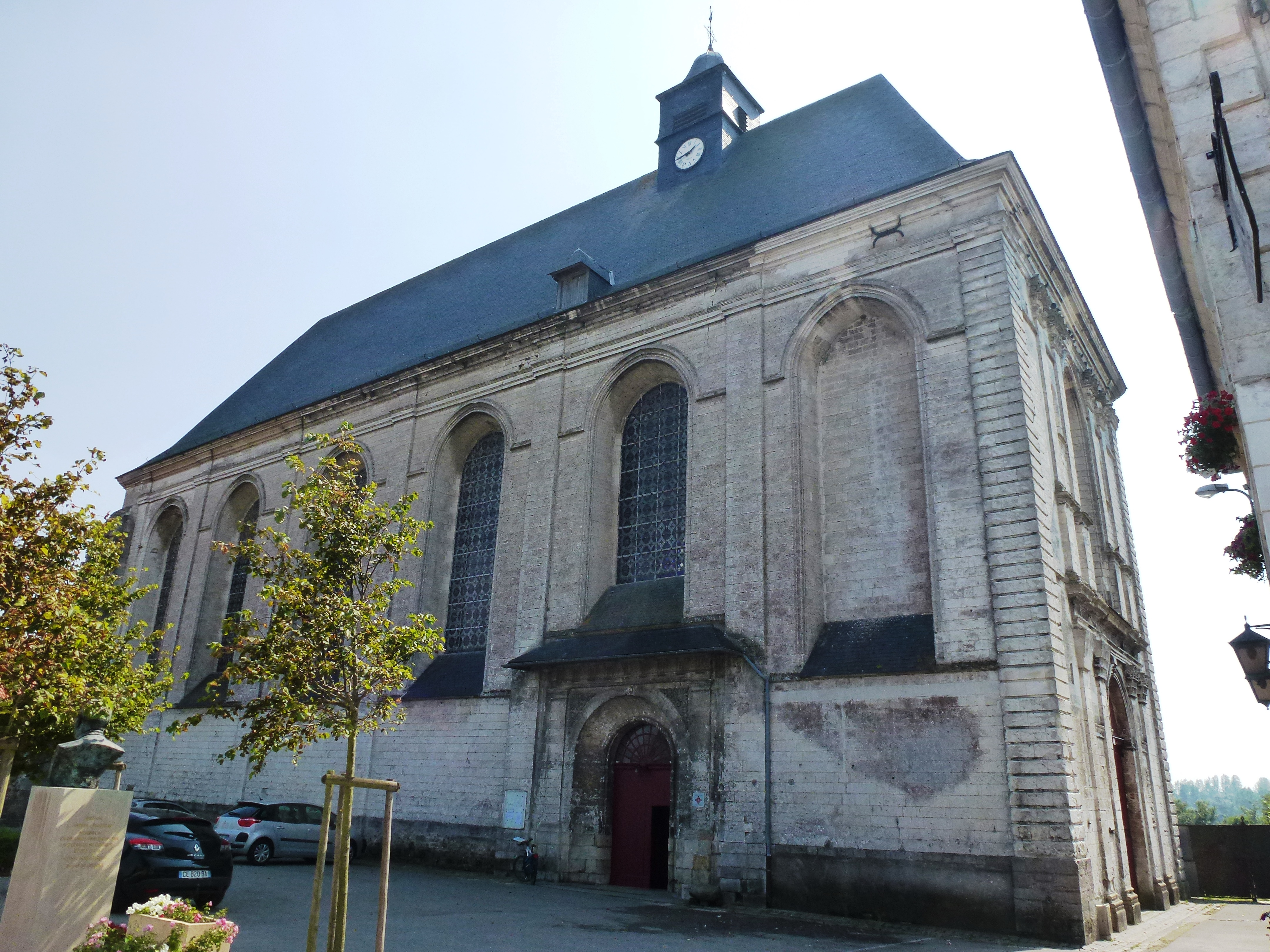
L'église abbatiale.

- L'ancienne abbaye de Prémontrés est un monument classé et inscrit au titre des monuments historiques. L'église, actuellement église paroissiale de la Nativité-de-Notre-Dame, est classée par l'arrêté du 21 septembre 1983, au niveau des façades et toitures du bâtiment d'entrée avec ses deux pavillons, ainsi que du sol correspondant aux bâtiments conventuels détruits, notamment de l'ancien cloître : inscription par arrêté du 21 septembre 1983[69].

#### Autres lieux et monuments
- Les deux monuments aux morts[70].

### Héraldique
| Blason de Licques | Blason  | Bandé d'argent et d'azur ; à la bordure engrêlée de gueules. |
| Blason de Licques | Détails | Inspiré des armes de la famille de Licques qui portait : « bandé d'argent (ou d'or) et d'azur ; à la bordure engrêlée de gueules ». Adopté par la municipalité. |

## Personnalités liées à la commune
- Léon Bence (1929-1987), médecin, né à Licques. Il s'est distingué dans la laserthérapie et la musicothérapie.
- Henri Collette (1922-1998), maire de Licques puis député et enfin sénateur.

## Pour approfondir

#### Bases de données, dictionnaires et encyclopédies
- Ressources relatives à la géographie :   - Insee (communes)
  - Ldh/EHESS/Cassini
- Ressource relative à plusieurs domaines :   - Annuaire du service public français
- Ressource relative à la musique :   - MusicBrainz
- Notices d'autorité :   - BnF (données)